# Guillaume-Werner de Spoelberch
Guillaume Werner de Spoelberch (Brussel, 28 maart 1933) was een Belgisch bestuurder van een internationale niet-gouvernementele organisatie.

## Levensloop
Burggraaf Guillaume de Spoelberch was een zoon van Eric de Spoelberch (1903-1939), een testpiloot die in 1939 om het leven kwam. Hij trouwde in 1965 met gravin Renée d'Aspremont Lynden (1938-1999), dochter van de grootmaarschalk van het Belgisch hof, Gobert d'Aspremont Lynden. Hij hertrouwde in 2003 met Maria-Ludovica Serafini (°1955). Uit het eerste huwelijk had hij drie zoons. 
Hij behoort tot de afstammelingen van Adolphe de Spoelberch en Elise Willems, belangrijke aandeelhouders en bestuurders van de Brouwerij Artois, geëvolueerd tot de multinationale vennootschap AB Inbev.
Hij werd directeur, vervolgens directeur-generaal en bestuurder (samen met de Aga Khan en met prins Amyn Aga Khan) van de Aga Khan Foundation en van het Aga Khan Development Network, een niet-gouvernementele organisatie die talrijke ontwikkelingsactiviteiten heeft georganiseerd en verder organiseert in Azië en Afrika.

## Publicatie
- Guillaume DE SPOELBERCH & Robert DARCY SHAW, A Model: The Aga Khan Rural Support Program, in: Challenge, 1987.